# Seznam švedskih kraljev
To je seznam švedskih kraljev in kraljic in oseb v liniji dednega nasledstva na švedski prestol.

## Vladarji

### Rodbina Munsö (970 - 1060)
| Ime                            | Slika | Vladanje    | Opombe                                                    |
| ------------------------------ | ----- | ----------- | --------------------------------------------------------- |
| Erik Segersäll                 |       | 970 - 995   | morda sin Bjørna Erikssona                                |
| Olaf Skötkonung                |       | 995 - 1022  | sin Erika Segersälla                                      |
| Anund Jakob (Emund Kolbränna)  |       | 1022 - 1050 | sin Olafa Skötkonunga                                     |
| Emund Stari (Emund den slemme) |       | 1050 - 1060 | nezakonski sin Olafa Skötkonunga in polbrat Anunda Jakoba |

### Rodbina Stenkil (1060 - 1130)
| Ime | Slika | Vladanje                | Opombe                               |
| --- | ----- | ----------------------- | ------------------------------------ |
| Stenkil |       | 1060 - 1066             | sin grofa Ragnvalda Ulfssona Starega |
| Po smrti Stenkila je izbruhnila bitka v monarhiji. Različni viri govorijo o različnih dolžinah vladanja kraljev, zato so razmere od leta 1066 do leta 1088 celotno nejasne. |       |                         |                                      |
| Erik Stenkilsson |       | 1066 - 1067             | Regent skupaj z Erikom Hedningenom   |
| Erik Hedningen |       | 1066 - 1067             | Regent skupaj z Erikom Stenkilssonom |
| Halsten |       | 1067 - 1070 1079 - 1081 | sin Stenkila regent Inge Starejšega  |
| Anund Gårdske |       | 1070 - 1075             |                                      |
| Haakan Röde |       | 1070 - 1080             | sin Stenkila                         |
| Inge Starejši |       | 1079 - 1084             | sin Stenkila                         |
| Sven Švedski |       | 1084 - 1087             | izgnan                               |
| Erik Årsäll |       | 1087 - 1088             | sin Svena                            |
| Inge Starejši |       | 1088 - 1105             | sin Stenkila                         |
| Filip |       | 1105 - 1118             | sin Halsteina                        |
| Inge Mlajši |       | 1118 - 1125             | sin Halsteina                        |
| Po smrti Inga Mlajšega je ponovno izbruhnila verska bitka v monarhiji in viri so bili ponovno protislovni od leta 1125 do leta 1130.                                        |       |                         |                                      |
| Ragnvald Knaphövde |       | 1125 - 1126             |                                      |
| Magnus Močni (danski princ) |       | 1125 - 1130             | sin danskega kralja Nielsa           |

### Rodbini Sverker(S)in Eric(E)(1130 - 1250)
| Ime                       | Slika | Vladanje                         | Opombe                                                                                                |
| ------------------------- | ----- | -------------------------------- | --- |
| Sverker starejši (S)      |       | 1130 - 25. december 1156         | |
| Sveti Erik(S)             |       | 1156 - 18. maj 1160              | ubil ga je Magnus Henrikson                                                                           |
| Magnus Henrikson          |       | 18. maj 1130 - 1161              | ne pripada nobeni izmed teh dveh dinastij                                                             |
| Karel Sverkerson (S)      |       | 1161 - 12. april 1167            | sin Sverkerja starejšega                                                                              |
| Burislev Sverkerson (S)\| |       | 1167 - 1169                      | sin Sverkerja starejšega zavladal skupaj s Kolom                                                      |
| Kol Sverkerson (S)        |       | 1167 - 1173                      | sin Sverkerja starejšega zavladal skupaj z Burislevom                                                 |
| Knut Erikson (E)          |       | 1167 - 8. april 1196             | sin Svetega Erika                                                                                     |
| Sverker mlajši (S)        |       | 1196 - 31. januar 1208           | sin Karla Sverkersona                                                                                 |
| Erik Knutson (E)          |       | 31. januar 1208 - 10. april 1212 | sin Knuta Erkssona                                                                                    |
| Ivan Sverkerson (S)       |       | 1216 - 10. marec 1222            | sin Sverkerja mlajšega                                                                                |
| Erik XI. Švedski (E)      |       | 1222 - 28. ali 29. november 1229 | sin Erika Knutssona                                                                                   |
| Knut II. Visoki           |       | 28. ali 29. november 1229 - 1234 | sin Holmgerja, ki je bil "nepos" (nečak?) Knuta I. Eriksona ne pripada nobeni izmed teh dveh dinastij |
| Erik XI. Švedski (E)      |       | 1234 - 2. februar 1250           | sin Erika X. Švedskega                                                                                |

### Rodbina Folkunga ali Bjälbo (1250 - 1363)
| Ime                | Slika | Vladanje                           | Opombe                                                   |
| ------------------ | ----- | ---------------------------------- | -------------------------------------------------------- |
| Birger Jarl        |       | 1248 – 21. oktober 1266            | sin Magnusa Minniskiölda veliki jarl, ki je vodil državo |
| Valdemar Birgerson |       | 1250 – 22. julij 1275              | sin Birger Jarla                                         |
| Magnus Švedski     |       | 22. julij 1275 – 18. december 1290 | sin Birger Jarla brat Valdemarja Birgerson               |
| Birger Magnusson   |       | 18. december 1290 – 1318           | sin Magnusa III. Švedskega                               |
| Magnus Eriksson    |       | 8. julij 1319 – 15. februar 1364   |                                                          |

### Rodbina Mecklenburg (1353 - 1389)
| Ime            | Slika | Vladanje                            | Opombe                                        |
| -------------- | ----- | ----------------------------------- | --------------------------------------------- |
| Albert Švedski |       | 15. februar 1364 – 24. februar 1389 | sin Evfemije Švedske, hčerke Erika Magnussona |

### Monarhi in regenti v času Kalmarske zveze (1389 - 1523)
| Ime                          | Slika | Vladanje                              | Opombe |
| ---------------------------- | ----- | ------------------------------------- | --- |
| Margareta Valdemarsdotter    |       | 24. februar 1389 – 28. oktober 1412   | hči kralja Valdemarja IV. žena švedskega norveškega kralja Haakona VI. ustanoviteljica Kalmarske zveze, ki je povezala vse skandinavske države za več kot stoletje |
| Erik Pomeranski              |       | 23. julij 1396 – 16. avgust 1434      | posinovljen sin Margarete I. pravnuk kralja Valdemarja IV. prvi kralj v času Kalmaske zveze                                                                        |
| Engelbrekt Engelbrektsson    |       | 13. januar 1435 – 14. oktober 1435    | regent |
| Erik Pomeranski              |       | 14. oktober 1435 - 11. januar 1436    | |
| Engelbrekt Engelbrektsson    |       | 11. januar 1436 - 4. maj 1436         | |
| Karel VIII. Knutsson Bonde   |       | februar 1436 - 1. september 1436      | regent kasneje kralj Karel VIII. Švedski in I. Norveški |
| Erik Pomeranski              |       | 1. september 1536 - 1. oktober 1439   | |
| Karel VIII. Knutsson Bonde   |       | oktober 1438 - 1440                   | |
| Krištof Bavarski             |       | 13. september 1441 - 5. januar 1448   | |
| Bengt Jönsson Oxenstierna    |       | januar 1448 - 20. junij 1448          | regent skupaj z Nilsom polbrat Nilsa |
| Nils Jönsson Oxenstierna     |       | januar 1448 - 20. junij 1448          | regent skupaj z Bengtom polbrat Bengta |
| Karel VIII. Knutsson Bonde   |       | 20. junij 1448 - 24. februar 1457     | |
| Jöns Bengtsson (Oxenstierna) |       | marec 1457 - 23. junij 1457           | regent skupaj z Erikom |
| Erik Axelsson (Tott)         |       | marec 1457 - 23. junij 1457           | regent skupaj z Jönsom |
| Kristijan I.                 |       | 23. junij 1457 - 23. junij 1464       | sin Dietriha Oldenburškega |
| Karel VIII. Knutsson Bonde   |       | 9. avgust 1464 - 30. januar 1465      | |
| Kettil Karlsson              |       | 26. december 1464 - 11. avgust 1465   | škof Linköpinga regent |
| Jöns Bengtsson (Oxenstierna) |       | 11. oktober 1465 - 18. oktober 1466   | regent |
| Erik Axelsson (Tott)         |       | 18. oktober 1466 - 12. november 1467  | regent |
| Karel VIII. Knutsson Bonde   |       | 12. november 1467 - 15. maj 1470      | |
| Sten Sture starejši          |       | 1. junij 1470 - 6. oktober 1497       | regent sin Gustava Anundssona Sture |
| Ivan II. (Hans)              |       | 6. oktober 1497 - avgust 1501         | sin Kristjana I. |
| Sten Sture starejši          |       | 12. november 1501 - 14. december 1503 | |
| Svante Nilsson               |       | 21. januar 1504 - 2. januar 1512      | regent sin Nilsa Bossona Sture |
| Erik Arvidsson Trolle        |       | januar 1512 - 23. julij 1512          | regent sin Arvida Birgerssona Trolle |
| Sten Sture mlajši            |       | 23. julij 1512 - 3. februar 1520      | regent sin Svanteja Nilssona |
| Kristijan II.                |       | 1. november 1520 - 23. avgust 1521    | sin Ivana II. |

### Rodbina Vasa(1523 - 1654)
| Ime                             | Slika | Življenje                                                                                  | Vladanje                                | Opombe                                                              |
| ------------------------------- | ----- | ------------------------------------------------------------------------------------------ | --------------------------------------- | ------------------------------------------------------------------- |
| Gustav Vasa (Gustav I. Švedski) |       | 23. avgust 1521 - 6. junij 1523 (kot regent) 12. maj 1496 - 29. september 1560 (kot kralj) | 6. junij 1523 - 29. september 1560      | sprva regent, nato kralj sin Erika Johanssona Vase                  |
| Erik XIV.                       |       | 13. december 1533 - 26. februar 1577                                                       | 29. september 1560 – 29. september 1568 | sin Gustava I. bil zaprt na Švedskem in Finskem umrl od zastrupitve |
| Ivan III.                       |       | 20. december 1537 - 17. november 1592                                                      | 30. september 1568 – 17. november 1592  | sin Gustava I. polbrat Erika XIV.                                   |
| Sigismund                       |       | 20. junij 1566 - 30. april 1632                                                            | 17. november 1592 – 24. julij 1599      | sin Ivana III. poljski kralj                                        |
| Karel IX.                       |       | 24. julij 1699 - 6. marec 1604 (kot regent) 4. oktober 1550 - 30. oktober 1611 (kot kralj) | 22. marec 1604 – 30. oktober 1611       | sprva regent, nato kralj sin Gustava I.                             |
| Gustav II. Adolf                |       | 9. december 1594 - 6. november 1632                                                        | 30. oktober 1611 – 6. november 1632     | sin Karla IX.                                                       |
| Kristina                        |       | 8. december 1626 - 19. april 1689                                                          | 6. november 1632 - 6. junij 1654        | hči Gustava II. Adolfa                                              |

### Rodbina Palatinate-Zweibrücken (1653 - 1720)
| Ime             | Slika | Življenje                           | Vladanje                            | Opombe                   |
| --------------- | ----- | ----------------------------------- | ----------------------------------- | ------------------------ |
| Karel X. Gustav |       | 8. november 1622 - 13. februar 1660 | 6. junij 1654 - 13. februar 1660    | vnuk Karla IX. Švedskega |
| Karel XI.       |       | 24. november 1655 - 5. april 1697   | 13. februar 1660 - 5. april 1697    | sin Karla X. Gustava     |
| Karel XII.      |       | 17. junij 1682 - 30. november 1718  | 5. april 1697 - 30. november 1718   | sin Karla XI. Švedskega  |
| Ulrika Eleonora |       | 23. januar 1688 - 24. november 1741 | 5. december 1718 - 29. februar 1720 | hči Karla XI. Švedskega  |

### Rodbina Hessen-Kassel (1721 - 1751)
| Ime         | Slika | Življenje                       | Vladanje                        | Opombe                                   |
| ----------- | ----- | ------------------------------- | ------------------------------- | ---------------------------------------- |
| Friderik I. |       | 23. april 1676 - 25. marec 1751 | 24. marec 1720 - 25. marec 1751 | sin Karla, deželnega grofa Hesse-Kassela |

### Rodbina Holstein-Gottorp (1751 - 1818)
| Ime              | Slika | Življenje                            | Vladanje                          | Opombe                                               |
| ---------------- | ----- | ------------------------------------ | --------------------------------- | ---------------------------------------------------- |
| Adolf Friderik   |       | 14. maj 1710 - 12. februar 1771      | 25. marec 1751 - 12. februar 1771 | sin Kristijana Avgusta Holstien-Gottorpskega         |
| Gustav III.      |       | 24. januar 1746 - 29. marec 1792     | 12. februar 1771 - 29. marec 1792 | sin kralja Adolfa Friderika                          |
| Gustav IV. Adolf |       | 1. november - 1778 - 7. februar 1837 | 29. marec 1792 - 10. maj 1809     | sin kralja Gustava III.                              |
| Karel XIII.      |       | 7. oktober 1748 - 5. februar 1818    | 6. junij 1809 - 5. februar 1818   | sin kralja Adolfa Friderika brat kralja Gustava III. |

### Rodbina Bernadotte (1818 - danes)
| Ime               | Slika | Življenje                              | Vladanje                              | Opombe                                                                  |
| ----------------- | ----- | -------------------------------------- | ------------------------------------- | ----------------------------------------------------------------------- |
| Karel XIV. Janez  |       | 26. januar 1763 - 8. marec 1844        | 5. februar 1818 - 8. marec 1844       | francoski maršal                                                        |
| Oskar I.          |       | 4. julij 1799 - 8. julij 1859          | 8. marec 1844 - 8. julij 1859         | sin kralja Karla XIV. Janeza                                            |
| Karel XV.         |       | 3. maj 1826 - 18. september 1872       | 8. julij 1859 - 18. september 1872    | sin kralja Oskarja I.                                                   |
| Oskar II.         |       | 21. januar 1829 - 8. december 1907     | 18. september 1872 - 8. december 1907 | sin kralja Oskarja I. brat kralja Karla XV.                             |
| Gustav V.         |       | 16. junij 1858 - 29. oktober 1950      | 8. december 1907 - 29. oktober 1950   | sin kralja Oskarja II.                                                  |
| Gustav VI. Adolf  |       | 11. november 1882 - 15. september 1973 | 29. oktober 1950 - 15. september 1973 | sin kralja                                                              |
| Karel XVI. Gustav |       | 30. april 1946 -                       | 15. september 1973 -                  | sin princa Gustava Adolfa, najstarejšega sina kralja Gustava VI. Adolfa |

## Nasledstvo na švedski prestol
Od leta 1980 uporablja Švedska čisto primogenituro, kar pomeni, da sinovi nimajo več prednosti pred hčerami. Zaradi te spremembe je položaj prestolonaslednika izgubil kraljevi sin in dobila jo je kraljeva najstarejša hčerka, njegov najstarejši otrok. Pravico do nasledstva imajo samo potomci kralja Karla XVI. Gustava.
- Kralj Karel XVI. Gustav (rojen 1946)[3]
  - (1) Viktorija, švedska prestolonaslednica, vojvodinja Västergötlandska (roj. 1977)[4]
    - (2) Princesa Estela, vojvodinja Östergötlandska (roj. 2012)[5]
    - (3) Princ Oskar, vojvoda Skånski (roj. 2016)[6]

  - (4) Princ Karel Filip, vojvoda Värmlandski (roj. 1979)[7]
    - (5) Princ Aleksander, vojvoda Södermanlandski (roj. 2016)

  - (6) Princesa Magdalena, vojvodinja Hälsinglandska in Gästriklandska (roj. 1982)[8]
    - (7) Princesa Leonora, vojvodinja Gotlandska (roj. 2014)[9]
    - (8) Princ Nikolaj, vojvoda Ångermanlandski (roj. 2015)[10]